# Открытый чемпионат Уинстон-Сейлема по теннису 2013
Открытый чемпионат Уинстон-Сейлема 2013 — профессиональный теннисный турнир, в 3й раз проводившийся в Уинстон-Сейлеме, США на хардовых кортах.
Турнир имеет категорию ATP 250 и входит в цикл турниров US Open Series.
Соревнования были проведены с 18 по 24 августа 2013 года.
Прошлогодними чемпионами являются:
- Одиночный турнир —  Джон Изнер
- Парный турнир —  Сантьяго Гонсалес /  Скотт Липски

## US Open Series
К завершающей соревновательной неделе борьба за бонусные призовые выглядела следующим образом:
| Место | Игрок                  | Турниров 1 | Побед | Очков |
| ----- | ---------------------- | ---------- | ----- | ----- |
| 1     | Рафаэль Надаль         | 2          | 2     | 200   |
| 2     | Джон Изнер             | 2          | 1     | 185   |
| 3     | Хуан Мартин дель Потро | 2          | 1     | 130   |
| 4     | Милош Раонич           | 2          |       | 85    |
| 5     | Новак Джокович         | 2          |       | 70    |
| 6-7   | Кевин Андерсон         | 2          |       | 60    |
| 6-7   | Томаш Бердых           | 2          |       | 60    |
| 8     | Дмитрий Турсунов       | 2          |       | 50    |
| 9     | Вашек Поспишил         | 1          |       | 45    |
| 10-12 | Энди Маррей            | 2          |       | 40    |

* — Золотым цветом выделены участники турнира.
1 — Количество турниров серии, в которых данный участник достиг четвертьфинала и выше (ATP 250/500) или 1/8 финала и выше (ATP 1000)

## Соревнования

### Одиночный турнир
Юрген Мельцер обыграл  Гаэля Монфиса на отказе, при счёте 6-3, 2-1 в свою пользу.
- Мельцер выигрывает 1й титул в сезоне и 5й за карьеру на соревнованиях основного тура ассоциации.
- Монфис сыграл 2й финал в сезоне и 19й за карьеру на соревнованиях основного тура ассоциации.

### Парный турнир
Даниэль Нестор /  Леандер Паес обыграли  Доминика Инглота /  Трета Конрада Хьюи со счётом 7-6(10), 7-5.
- Нестор выигрывает 1й парный титул в сезоне и 81й за карьеру в основном туре ассоциации.
- Паес выигрывает 1й парный титул в сезоне и 51й за карьеру в основном туре ассоциации.